# Police nationale (Haïti)
Pour les autres articles nationaux ou selon les autres juridictions, voir Police nationale.
En Haïti, la Police nationale est une police d'État. Elle est rattachée au ministère de la justice et de la sécurité publique. Les policiers qui la composent sont des fonctionnaires de l'État.
La police nationale d'Haïti (PNH) assure la sécurité publique, la police judiciaire et le maintien de l'ordre sur l'ensemble du territoire de la République d'Haïti. Cette force de police civile emploie depuis sa création plus de 16 000 policiers assermentés. La PNH est placée sous les ordres d'un Directeur Général.

## Histoire
Sous le régime duvaliériste, il existait une force répressive en Haïti qui comptait 14 000 membres. À partir de 1987, les gouvernements successifs tentent de la réformer. La séparation entre l'armée et la Police est clairement proclamée dans la constitution de 1987. Ainsi, dans la foulée, une loi a été promulguée quant consacrant la création de la PNH et portant aussi sur son organisation et son fonctionnement.
Elle naît le 12 juin 1995, sous la présidence de Jean-Bertrand Aristide par application de la loi du 29 novembre 1994 portant création, organisation et fonctionnement de la Police nationale.

## Organisation
La PNH possède une organisation inspirée de celle de la police nationale française. Son quartier général est sis à Port-au-Prince.
Au niveau national elle est subdivisée en :
- DGPNH : Direction Générale de la Police Nationale d’Haïti.
- IGPNH : Inspection Générale de la Police Nationale d’Haïti.
- DAP : Direction de l'Administration Pénitentiaire
- DRG : Direction des Renseignements Généraux.
- CAB : Cabinet Du directeur Général de la Police Nationale D’Haïti.
- DD : Direction du Développement ou Commissariat au Plan.
- DCASG : Direction Centrale de l’Administration et des Services Généraux.
- DCPA : Direction Centrale de la Police Administrative.
- DCPJ : Direction centrale de la police judiciaire.

Chaque département géographique haïtien dépend d'une structure décentralisée qui les constituent ;
- DDO : Direction Département de l'Ouest.
- DDA : Direction Département de l'Artibonite.
- DDNE : Direction Département du Nord-Est.
- DDN : Direction Département du Nord.
- DDSE : Direction Département du Sud-Est.
- DDNO : Direction Département du Nord-Ouest.
- DDC : Direction Département du Centre.
- DDGA : Direction Département de la Grand'Anse.
- DDS : Direction Département du Sud.
- DDnippes : Direction Département des Nippes.

Les unités spéciales de la Police sont :
- POLIFRONT : Police frontalière terrestre.
- POLITOUR : Police Touristique, a pour mission de surveiller les sites et monuments touristiques du pays, guider les touristes et prendre des mesures contre tout individu nuisant par leurs actes au secteur touristique.
- CIMO : Corps d'intervention et de Maintien de l'Ordre.
- CAT TEAM :  a pour mission de protéger la vie du président et sa famille ainsi que toute autre personne désignée par le Président de la République.
- UDMO : Unité Départementale de Maintien de l'Ordre.
- USGPM : Unité de Sécurité Générale de la Primature.
- USGPN : Unité de Sécurité Générale du Palais Nationale.
- USP : Unité de Securité Présidentielle.
- ÉDUPOL : Police communautaire éducatif, a pour mission de prévenir la drogue et la violence en milieu scolaire, la délinquance et le dévergondage.
- ÉPINES : Équipe Pénitentiaire d'Intervention et d'Escorte.
- BOID : Brigade d'Opérations et d'Interventions Départementales.
- BLVV : Brigade de Lutte Contre des Vols de Véhicule.
- BLTS : Bureau de Lutte contre le Trafic de Stupéfiants.
- BRI : Brigade de Recherche et d'Intervention.
- BIM : Brigade d'Intervention Motorisée.
- BAC : Bureau des Affaires Criminelles – placé sous la tutelle de la DCPJ.
- BAFE : Bureau des Affaires Financières et Économiques, composante de la DCPJ.
- GIPNH (swat) : Groupe d'Intervention de la Police Nationale Haïtienne.
- K-9 : l'unité canine de la Police Nationale Haïtienne, est spécialisée dans la détection d'explosifs, de stupéfiants et des devises (est aussi une composantes du BLTS).

## Les grades
Les grades sont rangés du plus haut au plus petit gradé.
- Directeur Général ou commandant en chef de la PNH
- Directeur Central.
- Inspecteur Général.
- Commissaire Divisionnaire.
- Commissaire Principal.
- Commissaire de Police.
- Inspecteur Divisionnaire.
- Inspecteur Principal.
- Inspecteur de Police.
- Agent IV.
- AgentIII.
- Agent II.
- Agent I.

## Tension avec la BSAP
La BSAP, Brigade de Surveillance des Aires Protégées, créée en 2006 par le gouvernement haïtien dans son engagement pour la protection environnementale. Elle fait l'objet de nombreuses affrontements avec la police nationale. Le 8 février 2024, dans un contexte de forte tension politique, cinq agents armés de la BSAP sont tués par la police haïtienne.
Le 20 Avril 2025, un agent de la BSAP est arrêté par la police de Ouanaminthe (Haïti), des agents de la  BSAP opposés à cette arrestation, pénètrent dans le commissariat et exigent la libération de leur collègue, demande rejetée par la police.

## Armement / Véhicule Blindé
Les policiers haïtiens étaient équipés sous l'ère des Duvalier de pistolets Colt M1911A1  en 11,43 mm mais surtout de Browning GP et de Beretta M951 en 9 mm Parabellum. Dans les années 1980, les OPJ perçoivent des Ruger KP-85. La réorganisation des années 2000 virent l'arrivée de Beretta 92, Sig-Sauer P226, encore en 9 mm, mais surtout de revolvers S&W M15, témoins de l'influence américaine. De nos jours ils utilisent le Taurus PT809e et prevoient a l'avenir de donner le MAC Mle 1950 plus connu sur le nom de MAC50 aux futurs policiers.
Ils utilisent aussi :
- Israel Weapon Industries Negev
- Israel Weapon Industries Galil Ace
- Israel Weapon Industries Tavor X95
- Ar-15
- Blindée Inkas